# ضباب (أسرة)
الضِباب (الاسم العلمي: Uromasticinae)، هي أسرة من الزواحف تتبع فصيلة الحرذونيات ضمن رتبة الحرشفيات. تحتوي على جنسان فقط.

## الأجناس
- جنس ضب.
- جنس سارا (سحلية)، (الاسم العلمي: Saara).